# 父礙
《父礙》是由Stormind Games开发的恐怖血腥动作冒险游戏，于2018年1月30日在Microsoft Windows平台上开始发售，并计划在2018年在PlayStation 4和Xbox One平台上释出。故事讲述正在调查少女失踪事件的蘿絲瑪莉·里德（Rosemary Reed）来到一个豪宅访问少女父亲，夜晚却发现该父亲化成了一个杀人魔。玩家必须躲避怪物的追杀，并找出该失踪事件的真相。游戏系列分为三部曲，这款游戏为系列的第一集。續作是《Remothered: Broken Porcelain》，於2020年10月發售。

## 剧情
玩家扮演35岁的女性蘿絲瑪莉·里德，为了调查少女塞尔斯特（Celeste）的神秘失蹤事件，来到该少女的父亲——理查·費爾頓（Richard Felton）的家。费尔顿是一名已退休博士，同时也是一位神秘疾病患者。他的护士——格洛里亚（Gloria）带罗丝玛莉来到费尔顿博士的房间，并要求她在那里等候。费尔顿博士来到后和她聊起天来，此时罗丝玛莉提起了“杰妮芬”（Jennifer）的名字并拿出了塞尔斯特的照片。费尔顿感到惊讶且生气，急问她的真身和来到这里的目的。格洛里亚之后冲进来告诉费尔顿她已经和研究所的总监打过了电话，总监却说完全没听过里德博士这个人。以此为由，费尔顿在没有回答塞尔斯特所遭遇的事情的情况之下把罗丝玛莉赶了出去。
罗丝玛莉仍然相信费尔顿博士和奥丽安娜知道她们女儿失踪的原因，于是在晚上偷偷闯入了费尔顿博士的家。这次前来寻找费尔顿的妻子——奥丽安娜（Arianna）的罗丝玛莉来到了一个房间，结果却发现了一个尸体。费尔顿博士注意到房间里的骚动，走进了房间，所幸的是罗丝玛莉在那之前成功躲了起来。费尔顿等人开始巡逻房屋寻找罗丝玛莉，她就此卷入了一场猫追老鼠的死亡游戏。
在躲避他们的追捕途中，罗丝玛莉找到了一段录影带并开始播放。还没看完影片，费尔顿发现了她，并烧掉了录影带，在罗丝玛莉的逼使下，费尔顿终于说出了真相：他和奥丽安娜的婚姻就只是由父母所安排的而已，在他们唯一的女儿失踪后就离婚了。但一段时间后塞尔斯特又再度回来，但费尔顿感觉得到她其实是杰妮芬。费尔顿认为她会是他最后的解药，于是在最后走到她的房间杀死了她。罗丝玛莉趁机逃脱，但在门口却遇到了前来追杀的红色修女（Red Nun）。
罗丝玛莉和费尔顿快速逃离并躲起来。罗丝玛莉发现到一位走到阁楼的神秘女孩，跟随她后发现了一堆人偶以及一张照片。在打算离开的那一刻，一名未知女士却疯狂地从人偶群冲了出来。罗丝玛莉逃脱途中从阁楼摔落，导致昏迷。罗丝玛莉之后在某处的客厅醒来，附近的新闻正在报道她的失踪事件，此时正在观看电视的该名神秘女士突然和她对话，要求她去检查火炉后的墙壁，让她能够找到她要的东西。罗丝玛莉之后来到了某处的火炉，推开里面的入口并进入了神秘房间，成功找到了塞尔斯特的房间。在聆听了里面的录音带后，罗丝玛莉得知屋顶是唯一逃出的方法。她在衣柜后面找到了秘密出口，但就失足掉入了地下水道中。
罗丝玛莉尝试离开水道，却被红色修女发现。躲避了红色修女的攻击，罗丝玛莉成功离开了水道，抵达地下室并找到了杰妮芬儿时的照片，开始了解到这一切都是人格分裂所致：费尔顿的身上拥有着杰妮芬的人格。罗丝玛莉因此开始在避免碰到杰妮芬的同时找到地下室的出口。格洛里亚这时联系了她，并要求会面。但之后却遭格洛里亚下毒，发现到她就是红色修女，但所幸她成功将砖头扔向了格洛里亚。镜头一转，眼前的格洛里亚变成了一个人偶，身上粘着一张纸条，写着“这应该是你才对！”。罗丝玛莉拿起了注射器离开，却被格洛里亚袭击。
醒来后的罗丝玛莉眼睁睁看着费尔顿的舌头被格洛里亚砍下，格洛里亚催眠了费尔顿并命令他对两人泼上煤油。罗丝玛莉在他给自己泼上煤油并接近她之前点起了打火机并扔向他。镜头转黑，罗丝玛莉醒来后见证了费尔顿被烧死后的尸体。她快速了搭上电梯到阁楼，同时逃避格洛里亚的追杀。过程中她为了自我防御而用刀插向了格洛里亚的双眼。罗丝玛莉经过一番努力，将格洛里亚推出窗外，格洛里亚在之后用最后一口气告诉她真相后就此死亡。罗丝玛莉回到屋里，发现了一个神秘的手提包，里面的物品被描述成了“再见”。

## 游戏玩法

快速反应事件在游戏中是个很重要的一部分。图中为快速反应事件的例子之一。

《父礙》是以第三人称视角进行的3D心理学恐惧游戏，玩家将控制蘿絲瑪莉·里德，探索豪宅并揭开失踪事件的秘密。游戏中包含了大量快速反应事件，玩家在特定时候必须快速进行被指定的动作，且不能出现错误。玩家在探索豪宅时会找到不同的道具，像是解开拼图用的物品、解释故事背景的线索、防御道具等等。玩家在游戏中的对手被称为“偷窥者”，如果其成功多次伤害并抓住玩家，玩家能够使用身上的防御道具进行逃脱，这也是快速反应事件的其中之一。玩家若遇到偷窥者，必须马上逃离并找到能够躲起来的地方，如柜子、厕所等。玩家也是将砖头之类的道具扔向敌人，让他们慢下来。声音在游戏中也非常重要，只要偷窥者在附近就会发出脚步声，这时玩家也要静悄悄地离开，否则会无意地吸引他们的注意力。

## 开发过程
开发者克里斯·达里尔自小就是一位喜爱动画电影的插画家，他常常在画出自己的角色后再给予他们故事，其中《父礙》就是他还只是18岁时（2007年）所冒出的想法。《父礙》是启发自一些以膜拜为主题的游戏，例如《寂静岭》和《鐘樓驚魂》；同时也启发自一些像是《沉默的羔羊》、《魔鬼怪嬰》和《穆荷蘭大道》的电影。这个工程在2009年作为《鐘樓驚魂》重制独立游戏开始成形，但当时他是唯一的开发者。不过意外的是这个工程也吸引了不少玩家。
2015年12月，Darril Arts和Stormind Games加入了制作团队。在2017年1月30日，开发团队对外宣布了此游戏，并表示将在2017发布在Microsoft Windows和PlayStation 4平台。他们表示户田信子（《最终幻想》、《最后一战》、《潜龙谍影》和《恶灵附身》的作曲家）将会和他们合作为游戏进行作曲。
《父礙》於2017年4月成功在Steam上进行注册，并於2017年6月公布了早期测试版。同年10月31日，《父礙》也推出了抢先体验版，将揭露遊戲前面1小時左右的劇情。開發商聲明本次展開付費搶先體驗並非因為資金調度問題，強調一切是為了讓更多玩家參與遊戲開發，希望玩家的反饋能讓遊戲更臻至完美。另外，他们表示PS4版本的發售日屆時也會公布。同年11月，开发者公布了游戏完整版的发售日期，同时也宣布将会在Xbox One平台释出。
2018年1月30日，游戏完整版在Steam上释出。

## 回响
《父礙》在释出完整版后获得了高度好评。评论媒体Rely On Horror表示“《父礙》将会是其中一个值得的体验。喜欢策略、构思游戏的粉丝们一定会喜欢”。而意大利语网站Multiplayer也非常推荐此游戏，将此游戏称为“你的隐藏的美好事物”。同时著名游戏点评网站Eurogamer也称赞了此游戏，甚至表示“如果你喜欢恐怖游戏的话，那么这肯定会是年度最惊喜的其中一款游戏”。
即使如此，《父礙》仍然收到了少许差评，例如Metacritic的其中一位鉴赏家表示虽然开场特别吓人，但之后的小游戏等部分使游戏变得有些乏味。而KeenGamer也列出了少许游戏的缺点：画质若不调至最强的话则非常糟糕，以及开始阶段被可视故障摧毁。